# Tampa Bay Buccaneers 1995
La stagione 1995 dei Tampa Bay Buccaneers è stata la 20ª della franchigia nella National Football League. Fu l'ultima stagione di Sam Wyche come capo-allenatore della squadra. Prima dell'inizio del campionato, Malcolm Glazer acquistò la proprietà della squadra. dopo di che i Bucs scelsero nel Draft Warren Sapp e Derrick Brooks, due migliori giocatori della storia della franchigia e due futuri Hall of Famer. Ad agosto Lee Roy Selmon fu inserito nella Hall of Fame.

## Scelte nel Draft 1995
|  | = Pro Bowler |

| Scelta | Giro | Giocatore       | Ruolo            | College                         |
| 12     | 1    | Warren Sapp     | Defensive Tackle | Miami                           |
| 28     | 1    | Derrick Brooks  | Linebacker       | Florida State                   |
| 43     | 2    | Melvin Johnson  | Defensive Back   | Kentucky                        |
| 105    | 4    | Jerry Wilson    | Defensive Back   | Saginaw Valley State University |
| 143    | 5    | Clifton Abraham | Defensive Back   | Florida State                   |
| 179    | 6    | Wardell Rouse   | Linebacker       | Clemson                         |
| 215    | 7    | Steve Ingram    | Offensive Tackle | Maryland                        |
| 227    | 7    | Jeff Rodgers    | Defensive End    | Texas A&M-Kingsville            |

## Calendario
| Stagione regolare |                    |                        |                    |                    |                              |                    |                    |                    |
| Turno             | Data               | Avversario             | Risultato          | Ora                | Stadio                       | TV                 | Pubblico           | Record             |
| 1                 | 3/9/1995           | at Philadelphia Eagles | V 21–6             | 1:00               | Veterans Stadium             | Fox                | 66,266             | 1–0                |
| 2                 | 10/9/1995          | at Cleveland Browns    | S 6–22             | 1:00               | Cleveland Stadium            | Fox                | 61,083             | 1–1                |
| 3                 | 17/9/1995          | Chicago Bears          | S 6–25             | 4:00               | Tampa Stadium                | Fox                | 71,507             | 1–2                |
| 4                 | 24/9/1995          | Washington Redskins    | V 14–6             | 1:00               | Tampa Stadium                | Fox                | 49,234*            | 2–2                |
| 5                 | 1/10/1995          | at Carolina Panthers   | V 20–13            | 1:00               | Clemson Memorial Stadium     | Fox                | 50,076             | 3–2                |
| 6                 | 8/10/1995          | Cincinnati Bengals     | V 19–16            | 1:00               | Tampa Stadium                | NBC                | 41,732*            | 4–2                |
| 7                 | 15/10/1995         | Minnesota Vikings      | V 20–17 DTS        | 1:00               | Tampa Stadium                | Fox                | 55,703*            | 5–2                |
| 8                 | 22/10/1995         | Atlanta Falcons        | S 21–24            | 1:00               | Tampa Stadium                | Fox                | 66,135*            | 5–3                |
| 9                 | 29/10/1995         | at Houston Oilers      | S 7–19             | 4:00               | Houston Astrodome            | Fox                | 31,489             | 5–4                |
| 10                | Settimana di pausa | Settimana di pausa     | Settimana di pausa | Settimana di pausa | Settimana di pausa           | Settimana di pausa | Settimana di pausa | Settimana di pausa |
| 11                | 12/11/1995         | at Detroit Lions       | S 24–27            | 1:00               | Pontiac Silverdome           | Fox                | 60,644             | 5–5                |
| 12                | 19/11/1995         | Jacksonville Jaguars   | V 17–16            | 1:00               | Tampa Stadium                | NBC                | 71,629*            | 6–5                |
| 13                | 26/11/1995         | at Green Bay Packers   | S 13–35            | 1:00               | Lambeau Field                | Fox                | 59,218             | 6–6                |
| 14                | 3/12/1995          | at Minnesota Vikings   | S 17–31            | 1:00               | Hubert H. Humphrey Metrodome | Fox                | 52,879             | 6–7                |
| 15                | 10/12/1995         | Green Bay Packers      | V 13–10 DTS        | 8:00               | Tampa Stadium                | ESPN               | 67,557*            | 7–7                |
| 16                | 17/12/1995         | at Chicago Bears       | S 10–31            | 1:00               | Soldier Field                | Fox                | 49,475             | 7–8                |
| 17                | 23/12/1995         | Detroit Lions          | S 10–37            | 4:00               | Tampa Stadium                | Fox                | 50,049*            | 7–9                |

 * = gara oscurata nella tv locali